# Gunilla Ahlsén
Eva Gunilla Ahlsén född 10 februari 1953 i Borås, är en svensk docent i neurofysiologi och läkare. Hon är idag universitetslektor på Örebro universitet.